# Messaad
Messaad là một đô thị thuộc tỉnh Djelfa, Algérie. Dân số thời điểm năm 2002 là 77.754 người.